# Haramiyavia
Haramiyavia is een lid van de Haramiyida dat tijdens het Laat-Trias of mogelijk Vroeg-Jura voorkwam in oostelijk Groenland. Er is maar één soort bekend, H. clemmenseni. Het is het enige lid van de familie Haramiyaviidae. Het is het best bekende lid van de Haramiyida. Er is een complete kaak bekend met een paar tanden en enkele delen van het postcraniale skelet. Haramiyavia had vier voortanden, één hoektand, vier valse kiezen en drie kiezen op elke helft van de kaak. De kaak was drie centimeter lang, de schedel waarschijnlijk vier centimeter. Het was waarschijnlijk een licht en beweeglijk dier.
Haramiyavia is oorspronkelijk beschreven door Jenkins et al. (1997). Butler (2000) plaatste het dier in de aparte familie Haramiyaviidae. Kemp (2005) beschreef nieuw materiaal.